# Nyoma papiella
Nyoma papiella är en skalbaggsart som först beskrevs av Reé Michel Quentin och Jean François Villiers 1981.  Nyoma papiella ingår i släktet Nyoma och familjen långhorningar. Inga underarter finns listade i Catalogue of Life.